# Express 2
Express 2 (tidligere KatExpress 2) er en katamaranfærge, der er bygget på Incat værftet i Tasmanien og afleveret på charteraftale til Mols-Linien i 2013.

## Historie
Den 21.december 2012 meddelte Mols-Linien i en pressemeddelelse, at man havde indgået charteraftale med Incat værftet i Hobart på Tasmanien om indchartring af den nybyggede superfærge InCat Hull 067 for en 10.årig periode. Katamaranfærgen var på det tidspunkt under færdigbygning på værftet, og Mols-Linien havde derfor mulighed for sammen med byggeværftet at få implementeret væsentlige ændringer på katamaranfærgen, der var indhøstet erfaringer fra søsterskibet "Express 1".
Katamaranfærgen blev bygget færdig i midten af marts 2013, og kort før afleveringen blev skibet ikke overraskende døbt "KatExpress 2". Den 22.marts blev færgen afleveret og hjemturen til Aarhus påbegyndt. Mols-Linien havde valgt at sejle den nye færge via Stillehavet og Atlanterhavet med stop på Thahiti, Panama og det Caribiske Øhav, da man ikke var interesseret i at udsætte besætningen for unødig fare ved at sejle igennem den piratfyldt Adenbugt. Skibet blev på afleveringsejladsen ført af kaptajn Jimmy Balle. Færgen ankom tidligt om morgenen den 26.april 2013 til Aarhus, hvor færgelejet blev afprøvet og den afsluttende klargøring blev påbegyndt, således at skibet kunne gå i fart mellem Aarhus og Sjællands Odde den 2.maj 2013.
18. januar 2017 skiftede færgen navn fra KatExpress 2 til Express 2.

## Ændringer
De væsentlige ændringer var følgende:
- Bredere gangarealer på den nye færge i forhold til "Express 1"
- Placering af Baresso Coffée Shop i agterskibet.
- Påbygning af kørebane i forlængelse af øverste bildæk agter. Mols-Linien havde valgt at genibrugtage rampeanlægget til øverste bildæk på Odden Færgehavn, da man ønskede at nedbringe liggetiden i havn.

## Søsterskibe
Søsterskibe: Express 1, Express 3